# Саидов, Амирбек
Амирбек Саидов (узб. Amirbek Saidov; родился 1 февраля 2006) — узбекистанский футболист, нападающий сербского клуба «Единство» (Уб).

## Клубная карьера
Воспитанник футбольной академии клуба «Бунёдкор». 5 мая 2024 года дебютировал в основном составе «Бунёдкора» в матче Суперлиги Узбекистана против «Сурхана».
В июле 2024 года перешёл в сербский клуб «Единство» (Уб).

## Карьера в сборной
В мае 2022 года в составе сборной Узбекистана до 16 лет сыграл на чемпионате Центральной Азии (до 16 лет), став лучшим бомбардиром турнира с 6 забитыми мячами.
В июне 2023 года в составе сборной Узбекистана до 17 лет сыграл на Кубке Азии (до 17 лет). Забил один гол в матче против сборной Японии. В ноябре того же года принял участие в юношеском чемпионате мира, который прошёл в Индонезии. На групповом этапе сделал «дубль» в матче против сборной Канады и забил гол в матче против сборной Испании. В 1/8 финала забил гол в матче против сборной Англии и помог своей команде выйти в четвертьфинал, где Узбекистан уступил Франции.
В январе 2024 года дебютировал в составе сборной Узбекистана до 20 лет.

## Достижения
- Лучший бомбардир чемпионата Центральной Азии (до 16 лет): 2022 (6 голов)